# Hirano Ajumu
Hirano Ajumu (Murakami, Niigata prefektúra, 1998. november 29. –) olimpiai aranyérmes japán hódeszkás.

## Élete
Négyévesen kezdett el hódeszkázni, követve bátyja, Eiju példáját. 2013-ban a japán bajnokságon a kilencedik, a cardronai világkupán az első helyen végzett. A Colorado állambeli Aspenben rendezett legrangosabb extrémsport-rendezvényen, a Winter X Games-en (2013), férfi félcső versenyszámban ezüstérmet szerzett.
Mindössze 15 éves volt, amikor Szocsiban, a 2014-es téli olimpián a férfi hódeszkások félcső versenyszámának döntőjében – a svájci  világbajnok, Iouri Podladtchikov mögött – a második helyen végzett. Négy évvel később Phjongcshangban – miután a döntőben két ugrásánál is elrontotta a leérkezést – ismételten ő lett az ezüstérmes.